# Canville-la-Rocque
Pour l’article homonyme, voir Canville-les-Deux-Églises.
Canville-la-Rocque est une commune française située dans le département de la Manche en région Normandie, peuplée de 119 habitants.

## Géographie

### Localisation
La commune, située sur la Côte des Isles, est distante d'une quarantaine de kilomètres de Cherbourg.
Les communes limitrophes sont Besneville, Neuville-en-Beaumont, Saint-Sauveur-de-Pierrepont et Port-Bail-sur-Mer.

### Milieux naturels et biodiversité
Situé à quarante mètres d'altitude elle fait partie du parc naturel régional des Marais du Cotentin et du Bessin.

### Hydrographie
La commune est située dans le bassin Seine-Normandie. Elle est drainée par le Gris, le cours d'eau 10 du Gorget, un bras de l'Olonde, un bras du Gris, le cours d'eau 01 de la Rocque Bas, le cours d'eau 01 de l'Hommet, l'Olonde et divers autres petits cours d'eau,.
Le Gris, d'une longueur de 14 km, prend sa source dans la commune de Saint-Maurice-en-Cotentin et se jette dans le golfe de Saint-Malo à Port-Bail-sur-Mer, après avoir traversé quatre communes. 

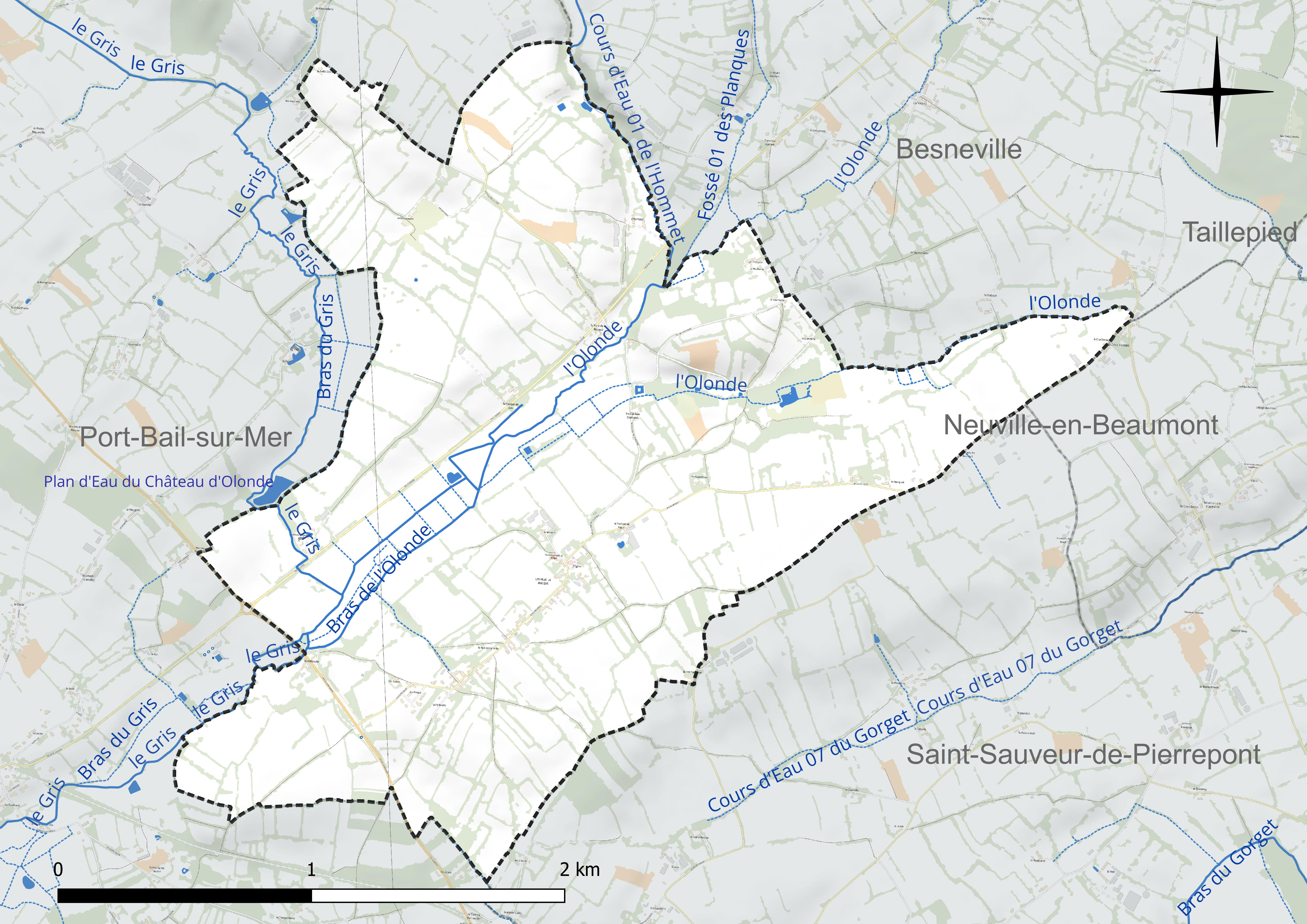
Réseau hydrographique de Canville-la-Rocque.

### Climat
Pour des articles plus généraux, voir Climat de la Normandie et Climat de la Manche.
En 2010, le climat de la commune est de type climat océanique franc, selon une étude du CNRS s'appuyant sur une série de données couvrant la période 1971-2000. En 2020, Météo-France publie une typologie des climats de la France métropolitaine dans laquelle la commune est exposée à un climat océanique et est dans la région climatique  Normandie (Cotentin, Orne), caractérisée par une pluviométrie relativement élevée (850 mm/a) et un été frais (15,5 °C) et venté. Parallèlement le GIEC normand, un groupe régional d’experts sur le climat, différencie quant à lui, dans une étude de 2020, trois grands types de climats pour la région Normandie, nuancés à une échelle plus fine par les facteurs géographiques locaux. La commune est, selon ce zonage, exposée à un « climat maritime », correspondant au Cotentin et à l'ouest du département de la Manche, frais, humide et pluvieux, où les contrastes pluviométrique et thermique sont parfois très prononcés en quelques kilomètres quand le relief est marqué.
Pour la période 1971-2000, la température annuelle moyenne est de 11,1 °C, avec une amplitude thermique annuelle de 11 °C. Le cumul annuel moyen de précipitations est de 879 mm, avec 13,7 jours de précipitations en janvier et 7,7 jours en juillet. Pour la période 1991-2020, la température moyenne annuelle observée sur la station météorologique la plus proche, située sur la commune de Gouville-sur-Mer à 27 km à vol d'oiseau, est de 12,2 °C et le cumul annuel moyen de précipitations est de 844,8 mm,. Pour l'avenir, les paramètres climatiques de la commune estimés pour 2050 selon différents scénarios d’émission de gaz à effet de serre sont consultables sur un site dédié publié par Météo-France en novembre 2022.

## Urbanisme

### Typologie
Au 1er janvier 2024, Canville-la-Rocque est catégorisée commune rurale à habitat très dispersé, selon la nouvelle grille communale de densité à sept niveaux définie par l'Insee en 2022.
Elle est située hors unité urbaine et hors attraction des villes,.

### Occupation des sols
L'occupation des sols de la commune, telle qu'elle ressort de la base de données européenne d’occupation biophysique des sols Corine Land Cover (CLC), est marquée par l'importance des territoires agricoles (100 % en 2018), une proportion identique à celle de 1990 (100 %).
La répartition détaillée en 2018 est la suivante : prairies (56,4 %), terres arables (43,6 %).

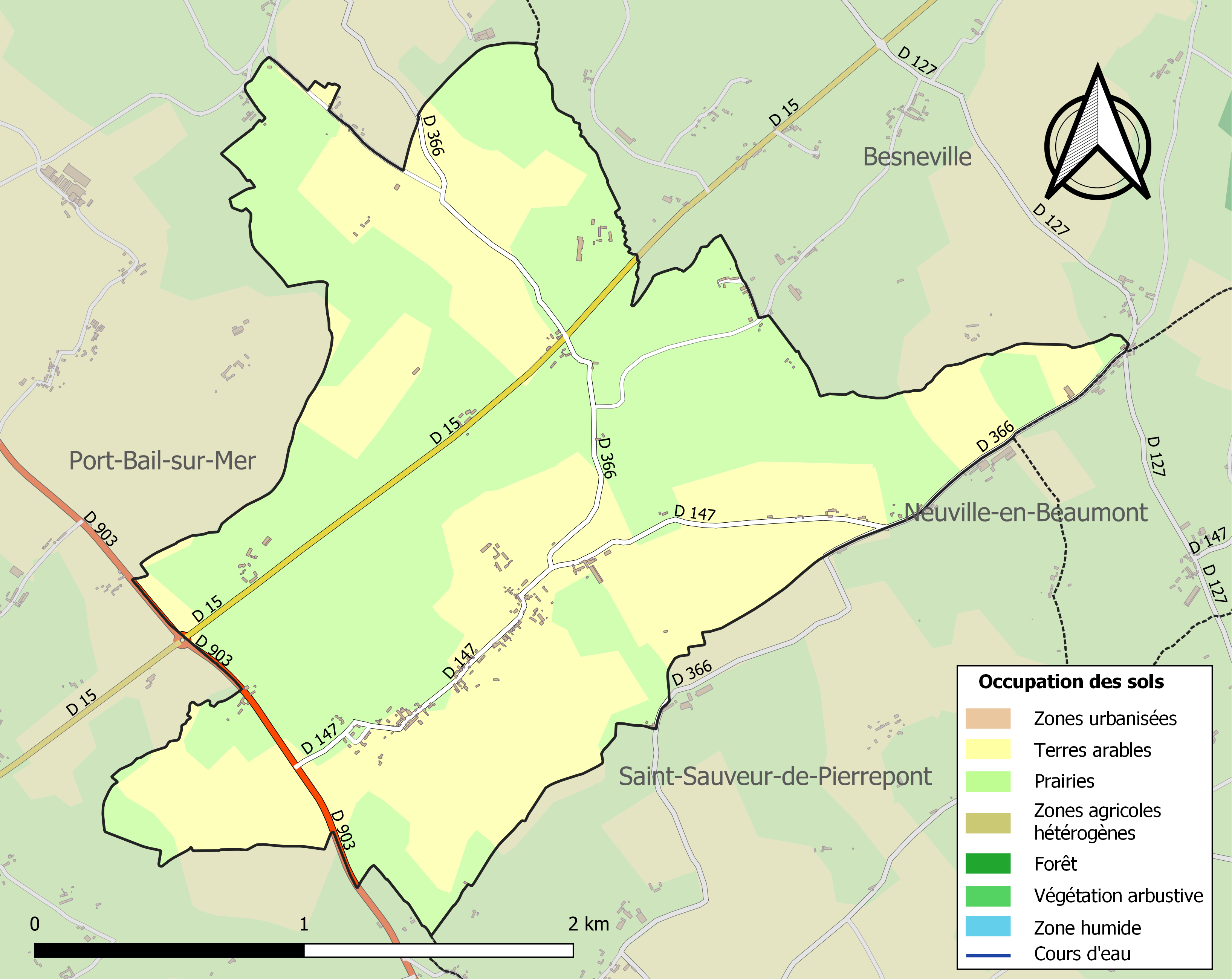
Carte des infrastructures et de l'occupation des sols de la commune en 2018 (CLC).

L'évolution de l’occupation des sols de la commune et de ses infrastructures peut être observée sur les différentes représentations cartographiques du territoire : la carte de Cassini (XVIIIe siècle), la carte d'état-major (1820-1866) et les cartes ou photos aériennes de l'IGN pour la période actuelle (1950 à aujourd'hui).

## Toponymie
Le nom de la localité est attesté sous les formes Canvilla en 1149 et en 1172, Camvilla en 1153, Caumvilla entre 1170 et 1172, Canvillae (s.d.).
Il s'agit d'une formation toponymique médiévale en -ville (élément issu du gallo-roman villa « domaine rural »). L'identification du premier élément ne fait pas l'unanimité parmi les spécialistes.
En raison de l'existence d'un autre Canville en Seine-Maritime (aujourd'hui Canville-les-Deux-Églises), l'appellation de Canville-Canteraine fut proposée en 1828 par Louis Du Bois pour la commune de la Manche. Le déterminant -Canteraine faisait référence à un hameau qui semble avoir disparu aujourd'hui. Ce nom, attesté sur les cartes de Cassini (1753/1785) et d'État-Major (1825/1866) sous la forme Cantereine, est issu de l'ancien normand cante raine « chante grenouille », et désigne un lieu humide fréquenté par ces batraciens.
Le déterminant actuel -la-Rocque fut ajouté en 1939, d'après un autre hameau situé sur le territoire de la commune, et aujourd'hui subdivisé en la Rocque de Haut et la Rocque de Bas. On le trouve attesté sur la carte de Cassini sous la forme les Rocq, et sur la carte d'État-Major par la Roque de Haut et la Roque de Bas. Ce nom représente la forme normano-picarde du mot roche < gallo-roman ROCCA, très fréquemment employé en toponymie au sens de « château-fort, place fortifiée ».

### Micro-toponymie
Néhourie, lieu-dit de Canville-la-Rocque, dont le nom d'origine gaélique Niall adopté sous une forme très proche Njáll dans la société des Vikings norvégiens, et particulièrement en Islande où une saga, la Niáls Saga consacrée à un personnage portant ce nom, et que l'on retrouve en Nord-Cotentin sous la forme Néhou attesté par au moins dans sept noms de lieux : Néhou, Saint-Jacques-de-Néhou, Le quartier du Néhou, lieu-dit d'Auvers, La Néhourie, lieu-dit de Huberville, Néhou, hameau de Gatteville et dans le nom de la commune de Néville.

## Histoire

### Moyen Âge
Le seigneur de Canville, du château d'Olonde, participa en 1066 à la bataille d'Hastings.
Au XIIe siècle, la paroisse relevait de l'honneur de Néhou, et au début du XIIIe siècle, comme relaté dans les Scripta de feodis, elle avait basculé dans l'honneur de Bricquebec.

### Temps modernes
En 1567, Eustace de Thieuville, sieur de Bricquebosq, du Bosc de Pirou et du Saulxey à Vesly et de Trassy à Canville-la-Rocque, est taxé pour ces fiefs de 24 livres dans le rôle des nobles et roturiers, au titre du ban et de l'arrière ban de la vicomté de Coutances, réalisé par Gilles Dancel, seigneur d'Audouville, lieutenant général du bailli de Cotentin, tenu à Coutances les 20-22 octobre. Le fief noble de Trassy à Canville relevait de la baronnie de Varenguebec. Dans le même rôle, Jacques d'Harcourt, écuyer, sieur châtelain de la terre et sieurie d'Olonde, est taxé de 40 livres. Le fief d'Olonde à Canville-la-Rocque était un plein fief de haubert relevant de la baronnie de Bricquebec.

### Révolution française et Empire
En 1789, Charles d'Harcourt (1743-1820), marquis d'Olonde, gouverneur de Rouen, représentait la noblesse aux États Généraux de Coutances. Amédée d'Harcourt (1771-1831, son fils, émigra et servit dans l'armée anglaise.

## Politique et administration
| Période                                  | Période   | Identité                       | Étiquette | Qualité                 |
| ---------------------------------------- | --------- | ------------------------------ | --------- | ----------------------- |
| Les données manquantes sont à compléter. |           |                                |           |                         |
| 1972                                     | 1978      | commune fusionnée à Denneville |           |                         |
| Les données manquantes sont à compléter. |           |                                |           |                         |
|                                          | mars 2001 | Guy Roulland                   |           | Agriculteur             |
| mars 2001                                | mars 2008 | Robert Hurel                   | SE        | Blanchisseur-teinturier |
| mars 2008                                | En cours  | Patrick Broquet                | SE        | Agriculteur             |
| Les données manquantes sont à compléter. |           |                                |           |                         |

## Population et société
Les habitants de la commune sont appelés les Canvillais.

### Démographie
L'évolution du nombre d'habitants est connue à travers les recensements de la population effectués dans la commune depuis 1793. Pour les communes de moins de 10 000 habitants, une enquête de recensement portant sur toute la population est réalisée tous les cinq ans, les populations de référence des années intermédiaires étant quant à elles estimées par interpolation ou extrapolation. Pour la commune, le premier recensement exhaustif entrant dans le cadre du nouveau dispositif a été réalisé en 2004.
En 2022, la commune comptait 119 habitants, en évolution de −9,85 % par rapport à 2016 (Manche : −0,31 %, France hors Mayotte : +2,11 %).
| 1793 | 1800 | 1806 | 1821 | 1831 | 1836 | 1841 | 1846 | 1851 |
| ---- | ---- | ---- | ---- | ---- | ---- | ---- | ---- | ---- |
| 487  | 518  | 523  | 568  | 586  | 597  | 502  | 522  | 503  |

| 1856 | 1861 | 1866 | 1872 | 1876 | 1881 | 1886 | 1891 | 1896 |
| ---- | ---- | ---- | ---- | ---- | ---- | ---- | ---- | ---- |
| 487  | 460  | 416  | 397  | 365  | 337  | 321  | 285  | 277  |

| 1901 | 1906 | 1911 | 1921 | 1926 | 1931 | 1936 | 1946 | 1954 |
| ---- | ---- | ---- | ---- | ---- | ---- | ---- | ---- | ---- |
| 250  | 256  | 232  | 207  | 219  | 202  | 214  | 240  | 228  |

| 1962 | 1968 | 1975 | 1982 | 1990 | 1999 | 2004 | 2006 | 2009 |
| ---- | ---- | ---- | ---- | ---- | ---- | ---- | ---- | ---- |
| 216  | 201  | 182  | 158  | 146  | 129  | 131  | 128  | 130  |

| 2014 | 2019 | 2022 | - | - | - | - | - | - |
| ---- | ---- | ---- | - | - | - | - | - | - |
| 134  | 121  | 119  | - | - | - | - | - | - |

## Culture locale et patrimoine

### Lieux et monuments

#### Patrimoine civil

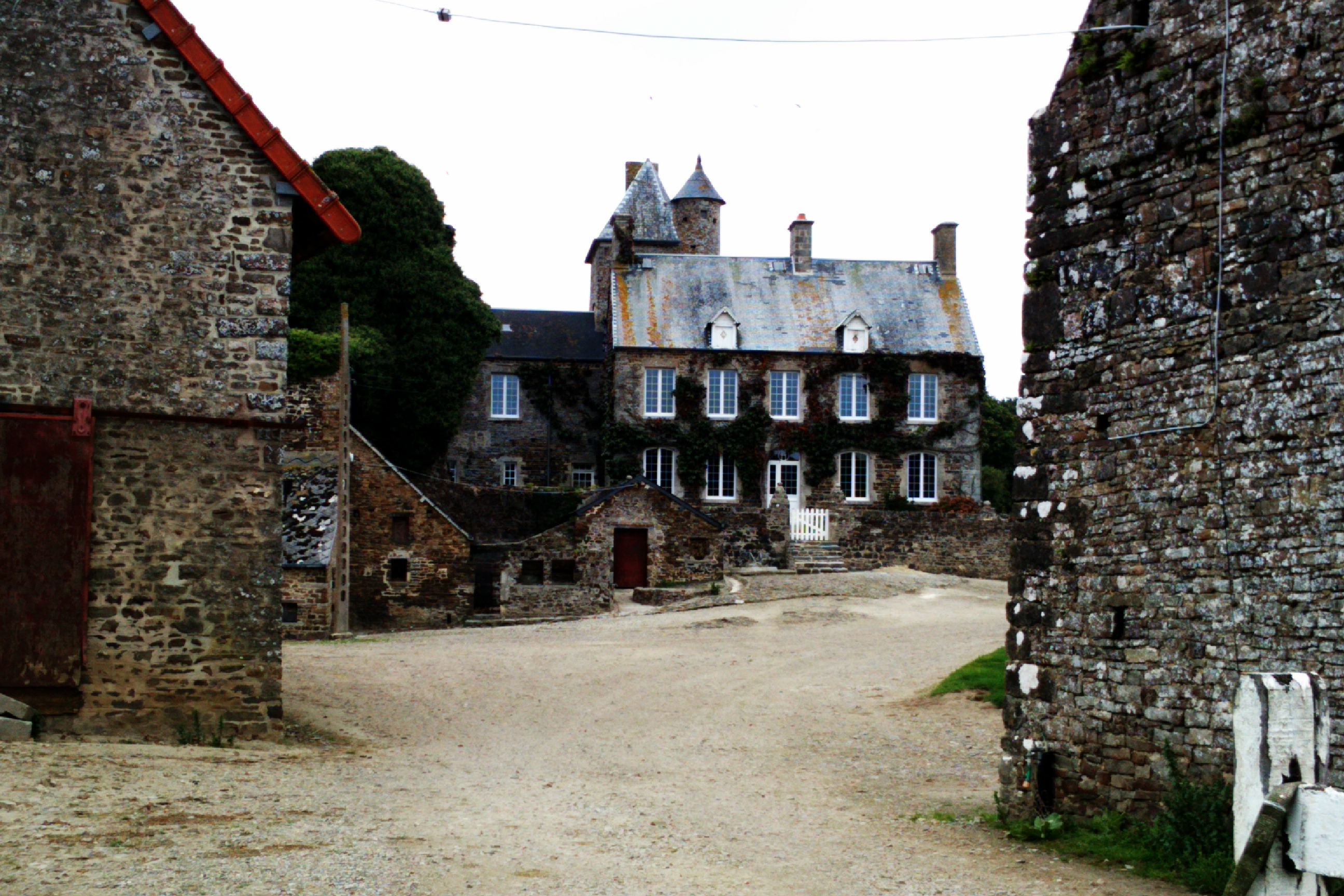
Le château d'Olonde.

- Château d'Olonde du XIIe au XIXe siècles, inscrit depuis le 29 novembre 2000 au titre des monuments historiques[36]. Il a servi de cadre au roman de Jules Barbey d'Aurevilly Une Histoire sans nom[30].
- Ancien moulin à vent.
- Ancien pressoir à cidre sur la place.
- Vallon du Gris.
- Ferme-manoir du Hommet ou L'Hommey ou L'Hommée des XVe – XVIIe siècles. La demeure, située à 1,8 km d'Olonde, en limite de Besneville, et visible de la route (D 15) de Portbail à Saint-Sauveur-le-Vicomte.

En 1674, le fief de l'Hommet, relevant directement du roi, était la possession de René Le Cartier, sieur de Saint-Mor, et en 1687, aux Pierrepont. Jacques-Alexandre de Pierrepont (v. 1640-1697), sieur d'Ourville demeurant à Saint-Nicolas-de-Pierrepont obtiendra la constitution du plein fief de haubert de Baudreville par la réunion des fiefs de Vesly et du Parc d'Ouville à Saint-Lô-d'Ourville, de Baudreville et de l'Hommée. Ses enfants, dès le 3 octobre 1699 se partageront ces fiefs. Le 3e lot dont faisait partie « L'Hommet » fut attribué à Robert de Pierrepont, fils aîné, chevalier, marquis de Pierrepont et enseigne aux gardes française. Son frère, François Jacques est dit « sieur de l'Hommey » en 1711. À la mort sans postérité de Robert de Pierrepont survenue après 1751, il est acquis par Jacques IV d'Harcourt et le manoir ainsi que le domaine non fieffé loué à des fermiers.
- Fermes-manoirs de la Néhourie, de la Rocque de Bas, de la Rocque de Haut.
- La Rosière[Quoi ?].
- Tilleul du bicentenaire de la Révolution.
- Pont de la Rocque. En juin 1944 lors des combats pour la libération de Portbail, les batteries américaines du mont de Besneville tiennent sous leurs feu le passage du pont, point de passage obligé pour les Allemands qui se replient vers le sud[38].

#### Patrimoine religieux
- Église Saint-Malo des XVe, XVIIe – XVIIIe siècle qui a conservé, sa chapelle seigneuriale, et des fresques murales découvertes dans les années 1990 à la suite de travaux de rénovation, retraçant la légende du « pendu dépendu », des Évangélistes, les Anges annonçant la résurrection. Elles datent des XVe – XVIe siècles et sont classées au titre objet aux monuments historiques[39]. Le village se situe sur un des chemins menant à Saint-Jacques-de-Compostelle, lieu de pèlerinage célèbre et la fresque fait état d'une légende rapportée au XIIIe siècle par des pèlerins.

La statuaire date du XVe au XVIe siècle : saint Malo du XVe, saint Jean-Baptiste du XVIe, sainte Marie Madeleine du XVIe. La poutre de gloire date du XVIIIe et les verrières sont de Mazuet (XIXe) et Gigon (XXe)
- Croix de cimetière du XVIIe siècle.

Détail de la fresque
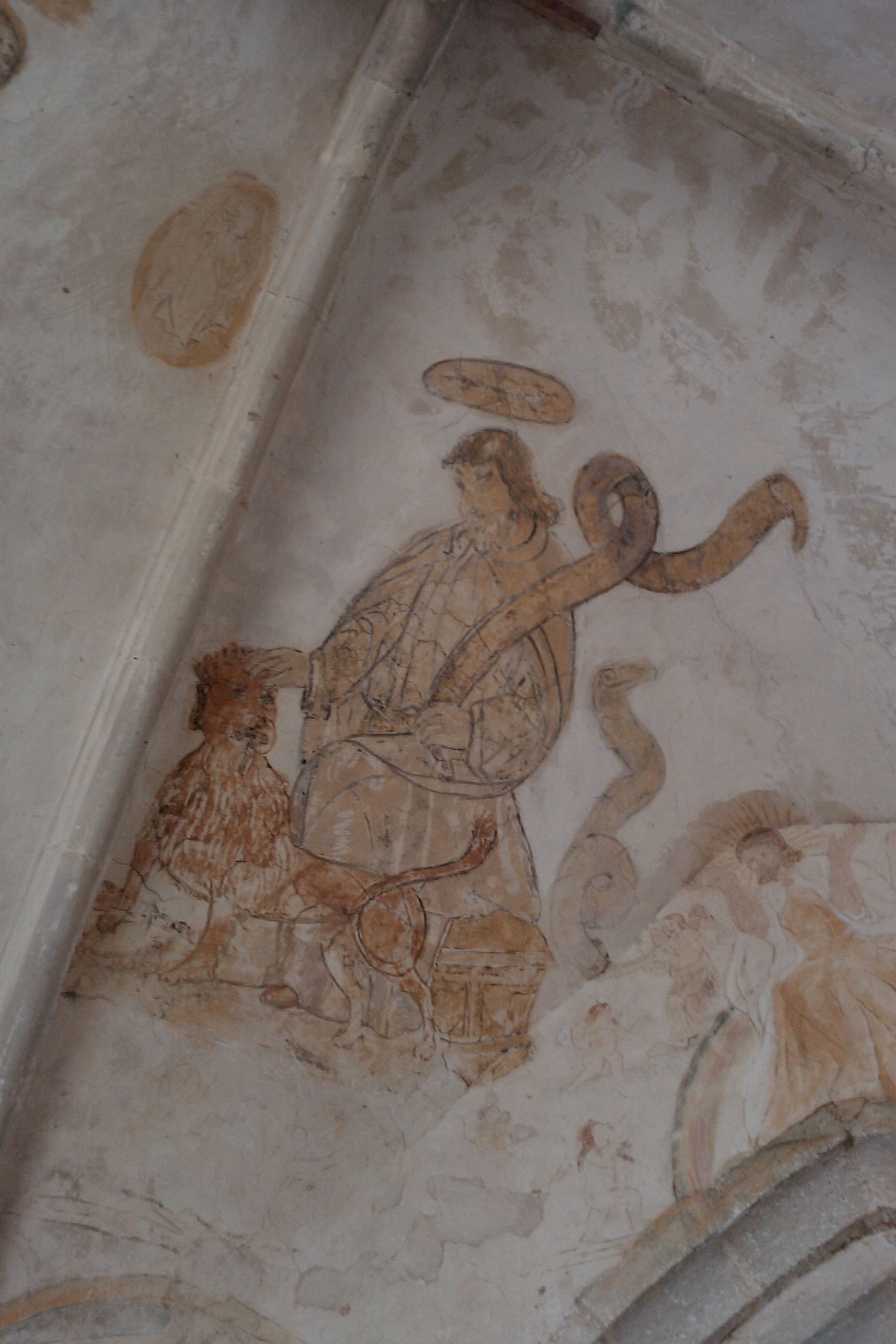
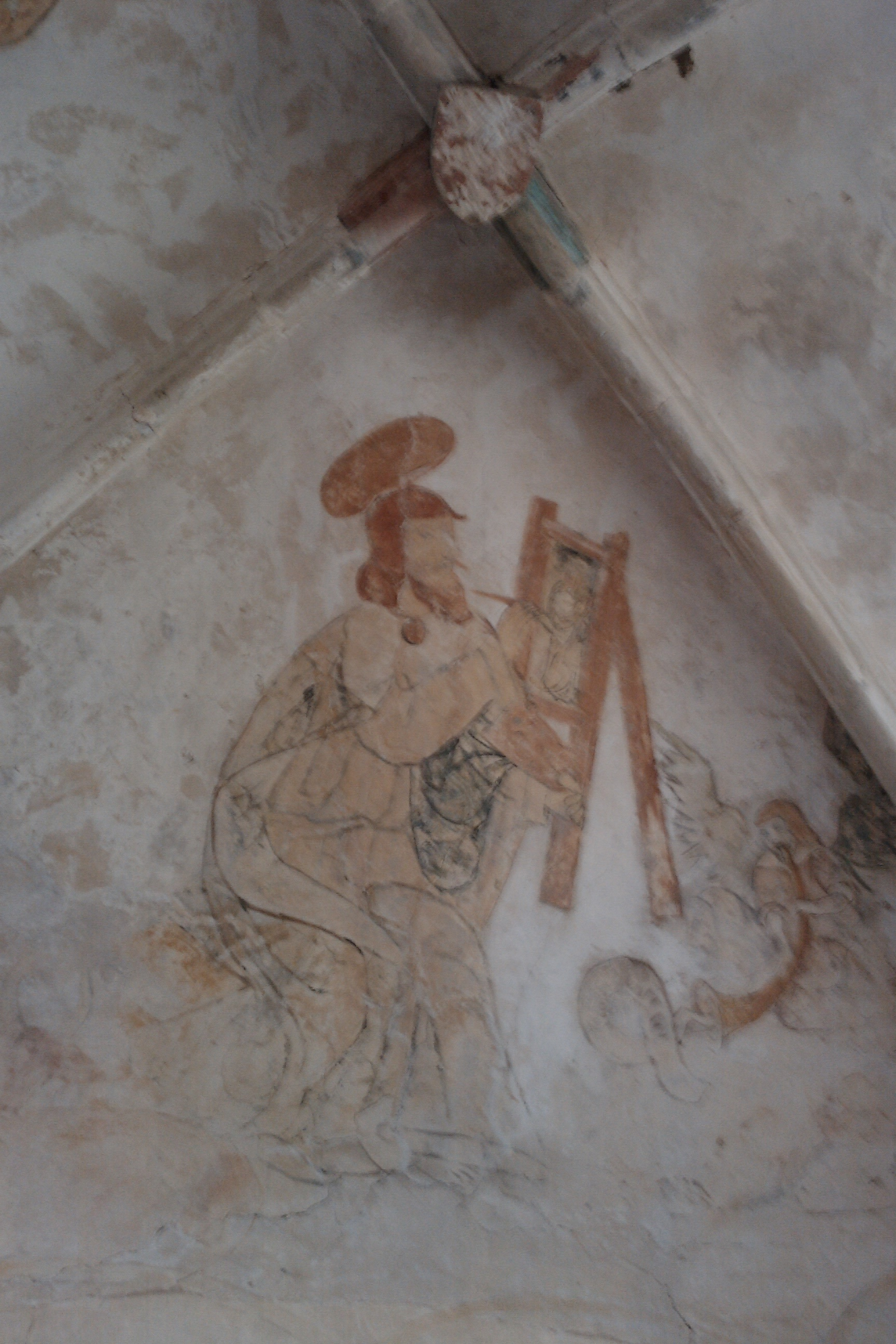
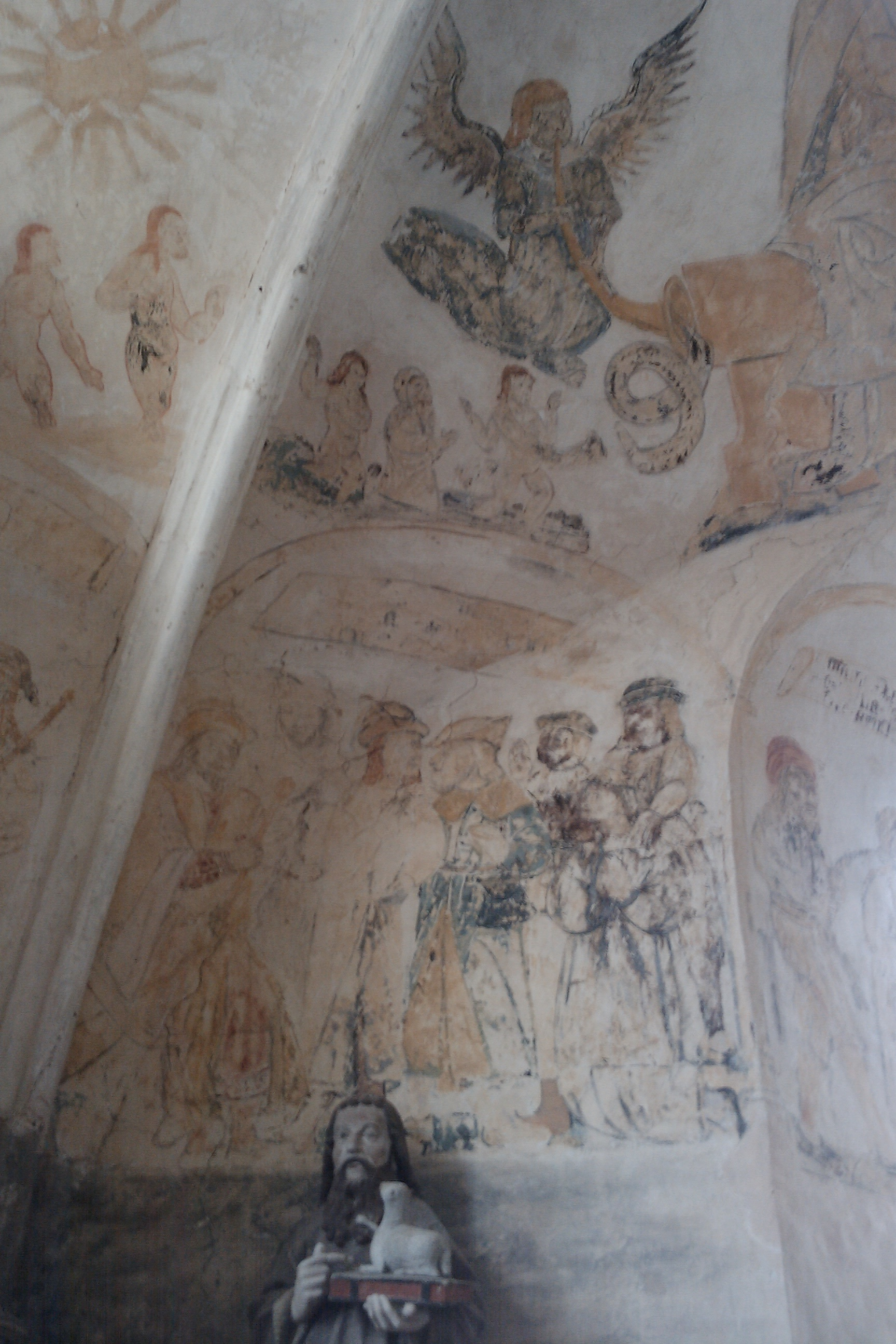
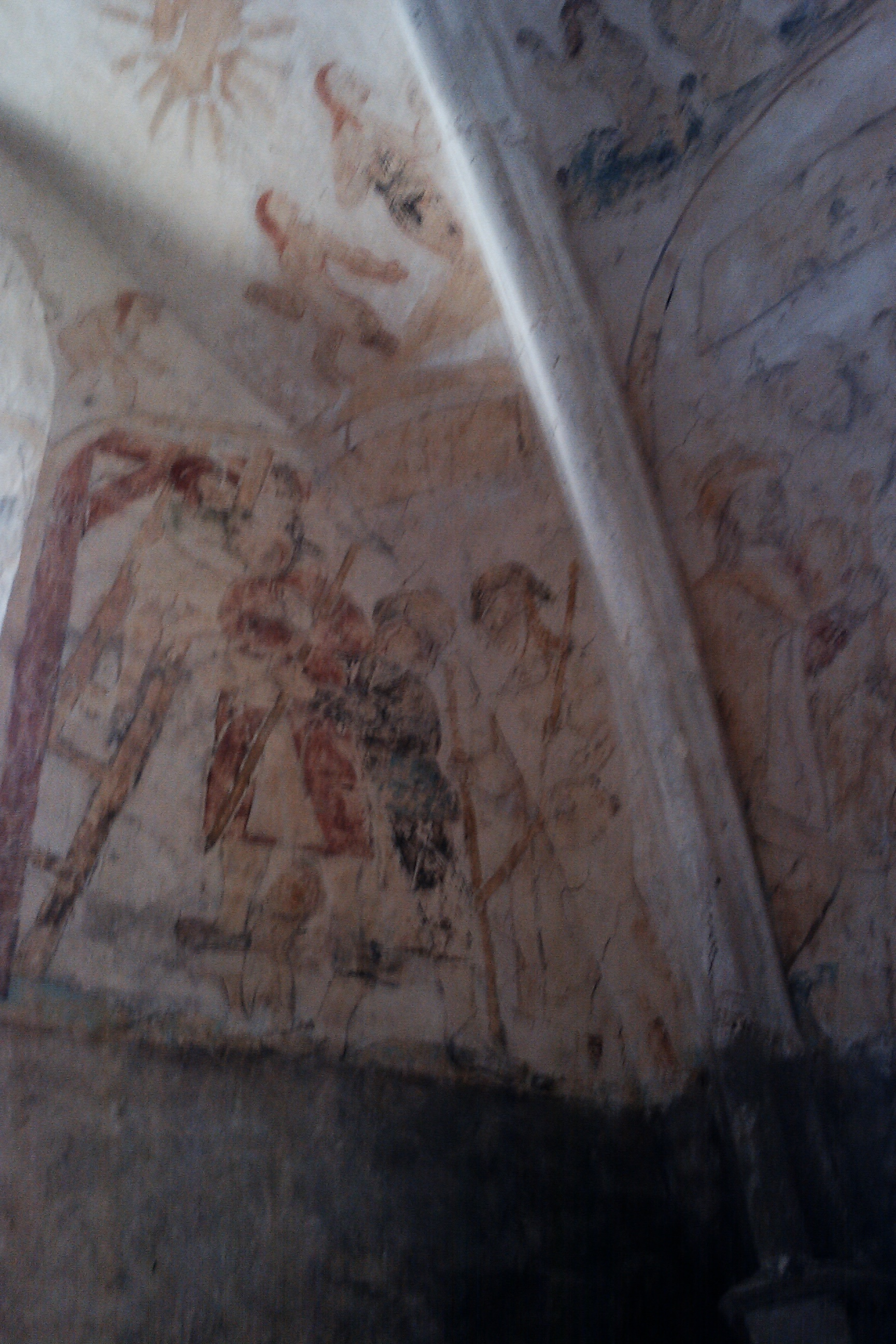

### Personnalités liées à la commune
- Jacques Férey (Canville, 1770-1846), militaire lors des campagnes de Vendée et d'Italie puis au sein de la Grande Armée. Capitaine en 1808, décoré de la Légion d'honneur dans Moscou, il est encore présent à Waterloo puis il se retire à Canville dont il est maire puis à Portbail où il meurt[30].